# May It Be
A May It Be Enya egyik kislemeze. A címadó dal A Gyűrűk Ura: A Gyűrű Szövetsége című film betétdala. Zenéjét Enya és Nicky Ryan szerezték, szövegét Roma Ryan írta.
A dal a filmzenealbumon kívül 2002-ben kislemezen is megjelent két másik szám, az addig kiadatlan Isobella és az Enya előző albumán (A Day without Rain) szereplő The First of Autumn című dalok kíséretében. Németországban vezette a slágerlistát. A May It Be videóklipjében a film jelenetei láthatóak.
2002-ben Oscar-díj-jelölést kapott a legjobb eredeti dal kategóriában, de a díjat végül Randy Newman If I Didn’t Have You című számának ítélték.
2005-ben Hayley Westenra új-zélandi énekesnő feldolgozta a dalt Odyssey című albumán.

## Változatok
A kislemez különböző kiadásai.
CD kislemez, kazetta (Németország)
1. May It Be – 3:30
2. Isobella – 4:27

CD maxi kislemez (Egyesült Királyság, Németország)
1. May It Be – 3:30
2. Isobella – 4:27
3. The First of Autumn – 3:08

Promóciós kislemezeken a dal May It Be (Edit) című változata is előfordul.

## Lásd még
- A Gyűrűk Ura filmtrilógia zenéje